# Pálffy Miklós (hadvezér, 1552–1600)
Pozsonyi gróf Pálffy (II.) Miklós (Csábrág, 1552. december 7. – Vöröskő vára, 1600. április 23.)  hadvezér, akit kortársai, mint a keresztény hősiesség példaképét ünnepelték. A család Kont Miklós unokájától, Kont Páltól származtatja nevét, akinek keresztnevéből (I. Pál fia II. Pál) ered az ősi családnév. Apáról fiúra szállt a török elleni katonai szolgálat, sokan közülük a végvári küzdelmekben áldozták életüket.

## Ifjú évei és címei (1552–1590)
Pálffy Miklós a család VI. generációjában született Pálffy Péter és neje, Dersffy Zsófia házasságából hatodik gyermekként. 15 évet töltött a bécsi udvarban, kezdetben apród, később Rudolf trónörökös asztalnoka, majd annak kamarása lett. A főherceget elkísérte Németországba, Belgiumba, Franciaországba, Spanyolországba és Görög szigetekre. Elsajátította a latin, a német és a spanyol nyelvet, járatos volt a francia és az olasz nyelvben is. Az udvarban tanulmányozta a német és spanyol hadviselést, valamint az olasz várépítészetet. Tájékozott lett jogismeret és jogalkalmazás terén is. Az uralkodó 1590. december 23-án kinevezte Pozsony vármegye főispánjává és Pozsony várának főkapitányává. Ezzel bekerült a királyi Magyarország főrendjei közé.

### Családja
Rudolf magyar király 1581. április 24-én Prágában Tamás, János és István testvéreivel együtt bárói rangra emelte, őt pedig országbírónak tette. Még ebben az évben az elhunyt Czobor Imre helyére a király őt nevezte ki királyi főkamarásnak. 1582. május 25-én királyi belső titkos tanácsos.  Báró Fugger Máriával 1583. június 4-én kötött házassága hozományaként Vöröskő várát, a hozzátartozó uradalmat pedig használatba kapja. A birtok tulajdonjogát 1588 ban magához váltja 94 012 rajnai aranyforinttal. Nyolc gyermeke született, öt fiú és három lány. Fiai közül hárman grófi rangot nyertek.
Legidősebb fia István, koronaőr, pozsonyi főispán és dunántúli főkapitány lett 1634. február 13-án, Bécsben kelt oklevéllel.
Második fia, János udvarmester 1636-ban nyert grófi címet, vöröskői örökös grófi címmel.
Harmadik fia, Pál, király pincemester, a magyar kamara elnöke volt, később az ország nádora István testvérével együtt részesült a rangemelésben és a detrekői örökös grófi címet kapta (comites, perpetui de Detrekő, németül Grafen von Blosenstin).
Negyedik fia Miklós.
Testvére Pálffy Katalin előbb Lupoglavai Krussich János nagybirtokos felesége lett, annak 1580-ban bekövetkezett halála után pedig hozzáment Árva várának urához, Illésházy Istvánhoz a későbbi nádorhoz.

## Harca a törökkel

### Első szakasz (1584–1593)
1584. szeptember 22-én az uralkodó kinevezte Komárom vármegye főispánjává és a komáromi vár főkapitányává. Barátjával, Nádasdy Ferenc érsekújvári kapitánnyal jelentős veszteségeket okoztak a töröknek, lovakat, hadfelszerelést, zászlókat zsákmányoltak. Az Udvari Haditanács látva hadi sikereit, 1589. június 1-én pedig dunáninneni főkapitánnyá kinevezve a török ütközőzónából hátravonta, majd 1589. augusztus 29-én Érsekújvár, főkapitányává nevezte ki.  

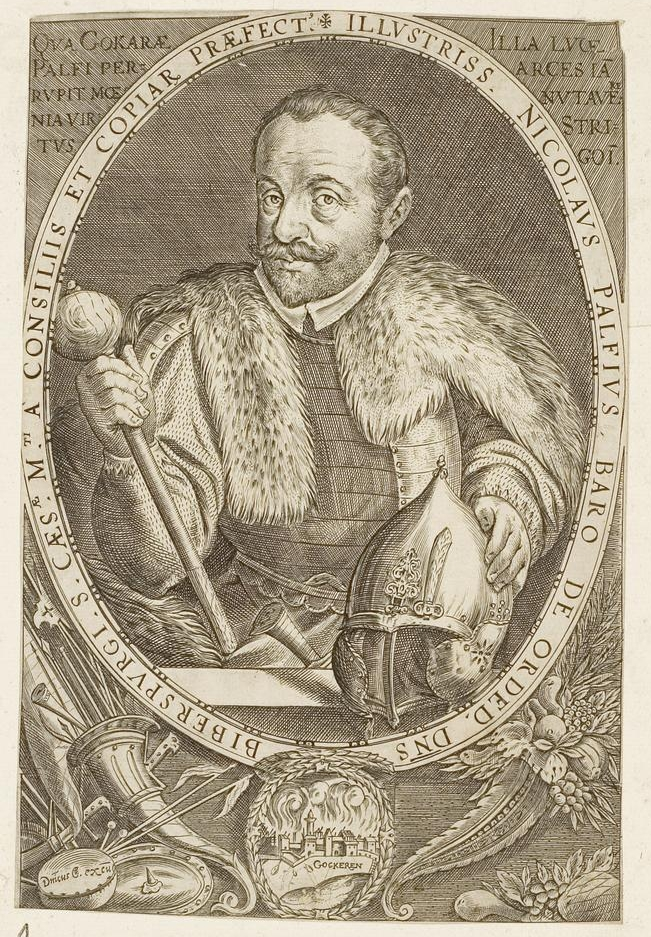
Pálffy Miklós császári generalfeldmarschal

Még ebben az évben Alsó-Ausztria főrendjei felvették tagjaik közé. 1590 tavaszán a budai pasa csapatait leckéztette meg, amiért a pasa éles hangú levélben tiltakozott Ernő főhercegnél. „Fürkésző” hadmozdulataival biztonságban tartotta a bányavárosokat, s a felvidéki régió nagy részét. A hosszú hadjárat alatt szerzett örök babérokat. Szinán nagyvezir, a sziszeki kudarcát kompenzálandó, 1593 őszén betört hazánk területére. A török támadás készületlenül érte a prágai udvart. Szinán már megszerezte Budát, mialatt gróf Ferdinand von Hardegg győri főkapitány Székesfehérvár felszabadítására indult hadaival. A várbevétel nem sikerült, ezért visszavonult volna; de a török segédcsapatok csatára kényszerítették. A november 3-án vívott harcban Pálffy Miklós a balszárnyat vezette, mely felmorzsolta a török erőket.  1593. október 23-án Nádasdy hadával egyesülve Pákozdnál szétverték a budai pasa 20 ezer fős csapatát. Christoph von Teuffenbach kassai főkapitánnyal visszafoglalták Fülek, Hajnácskő, Buják, Somoskő és Hollókő várakat. Hazatéréskor még bevették Szécsényt, Drégelyt és Palánkot. Visszafoglalta Nógrádot, ezzel megvédte Zólyomot, Korponát és a bányavárosokat.
VIII. Kelemen pápa 1594. június 2-ai brévéjében külön megemlékezett a „fennkölt és buzgó” Pálffyról, aki Istenért, hazájáért és a királyért minden áldozatra kész volt. 1594. november 17-én Mátyás főherceg kinevezte Komárom főkapitányának. 1595. június 15-én a pápa újabb brévét küldött Pálffynak, melyben nagyra értékelte hitbuzgalmát és a török elleni harcokban tanúsított hősiességét. Győr eleste után Karl von Mansfeld lett a fővezér, aki Pálffy Miklós egyetértő fellépésével előbb Párkányt, majd 1595. szeptember 3-án Esztergomot szerzi vissza. Esztergom ostrománál döntőnek bizonyult, hogy Óbudánál szétverte a budai pasa csapatait. Ezzel a jelentős győzelemmel sikerült elvágni a győri török helyőrség utánpótlási vonalait. A haditanács még ez év decemberében Esztergom főkapitányává nevezte ki. A magyar nemesi felkelők generális kapitányi posztját is betöltötte, és Adolf von Schwarzenberg császári tábornokkal előbb bevették Visegrádot, majd Vácot.  Az 1595-1596-os győzelmekben döntő szerepet játszott, ám felelősnek mondható ő is a mezőkeresztesi vereségért. (Rudolf és Báthori Zsigmond között, hosszas tárgyalások után, 1595-ben létrejött a szövetség, mely alkalommal Pálffy Miklós, Szuhay István váci, Kutassy János győri püspökökkel, Erdődy Tamás horvát bánnal, Forgách Simonnal és Kaszaházi Joó Jánossal együtt, királyi biztosként szerepelt. E szövetség következtében a királyi és az erdélyi hadak Mezőkeresztesnél ütköztek meg. A küzdelem Pálffy Miklós minden fáradozása ellenére, a keresztény sereg vereségével végződött. Pálffy Péter, Miklós egyik unokatestvére is ott maradt a harczmezőn.)

### Második szakasz: Győr visszafoglalása (1597–1599)

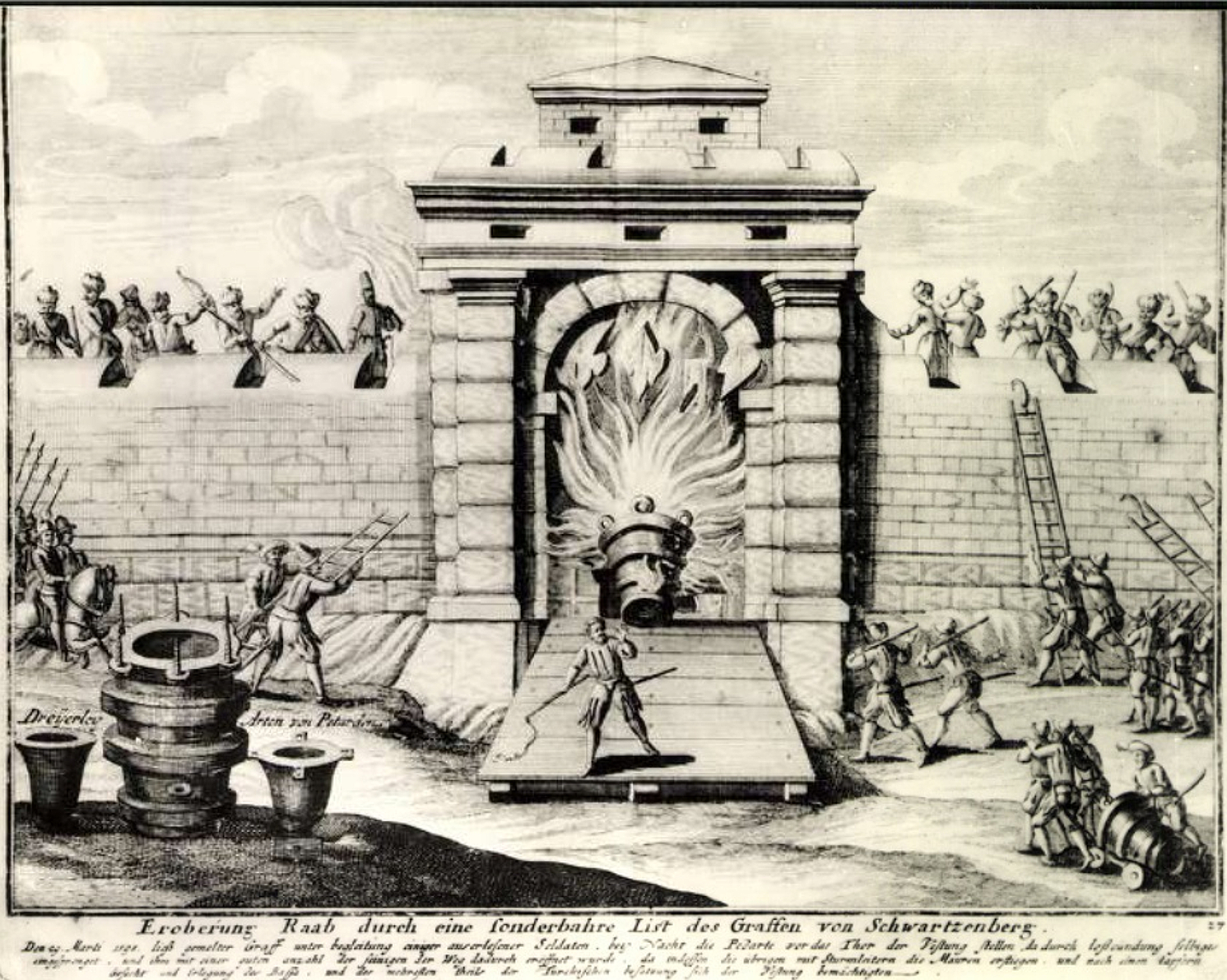
Győr ostroma 1598-ban, a fehérvári kapu berobbantása

1597-ben ő kezdte a török elleni harcot, május 23-án kitűnő hadicsellel bevette Tatát. Verőcénél ismét ő és Nádasdy magyar huszárjai verték vissza Mehmed pasa janicsárjait. 1598 tavaszán úgy ítélte meg a hadi helyzetet, hogy Buda visszavételének előfeltétele Győr felszabadítása. A Schwarzenberg tábornok vezénylete alatti 4 ezer német, spanyol, francia, vallon lovas és gyalogos, valamint a Pálffy vezette magyar huszárok 1598. március 28-ára virradóra észrevétlenül gyülekeztek a győri vár körül. Pálffy és Schwarzenberg csapatai az éj leple alatt a fehérvári kapuhoz nyomultak, melyet Vavecourt főhadnagy és Cavias őrmester tűzszerészei az egy évvel korábban Tatánál kipróbált petárdával berobbantottak. Schwarzenberg csapatai behatolva a felszabadított kapun megszállták a bástyákat. A kemény és véres kézitusában egy idő után úgy tűnt, hogy az álmukból felriadt törökök visszaverik a támadást, ám Pálffy huszárjai leszállván a lóról, élükön kapitányukkal gyalogrohammal eldöntötték a bizonytalanná vált csata sorsát. 300 török fogoly és 188 ágyú került a győztesek kezébe.

### Érdemei

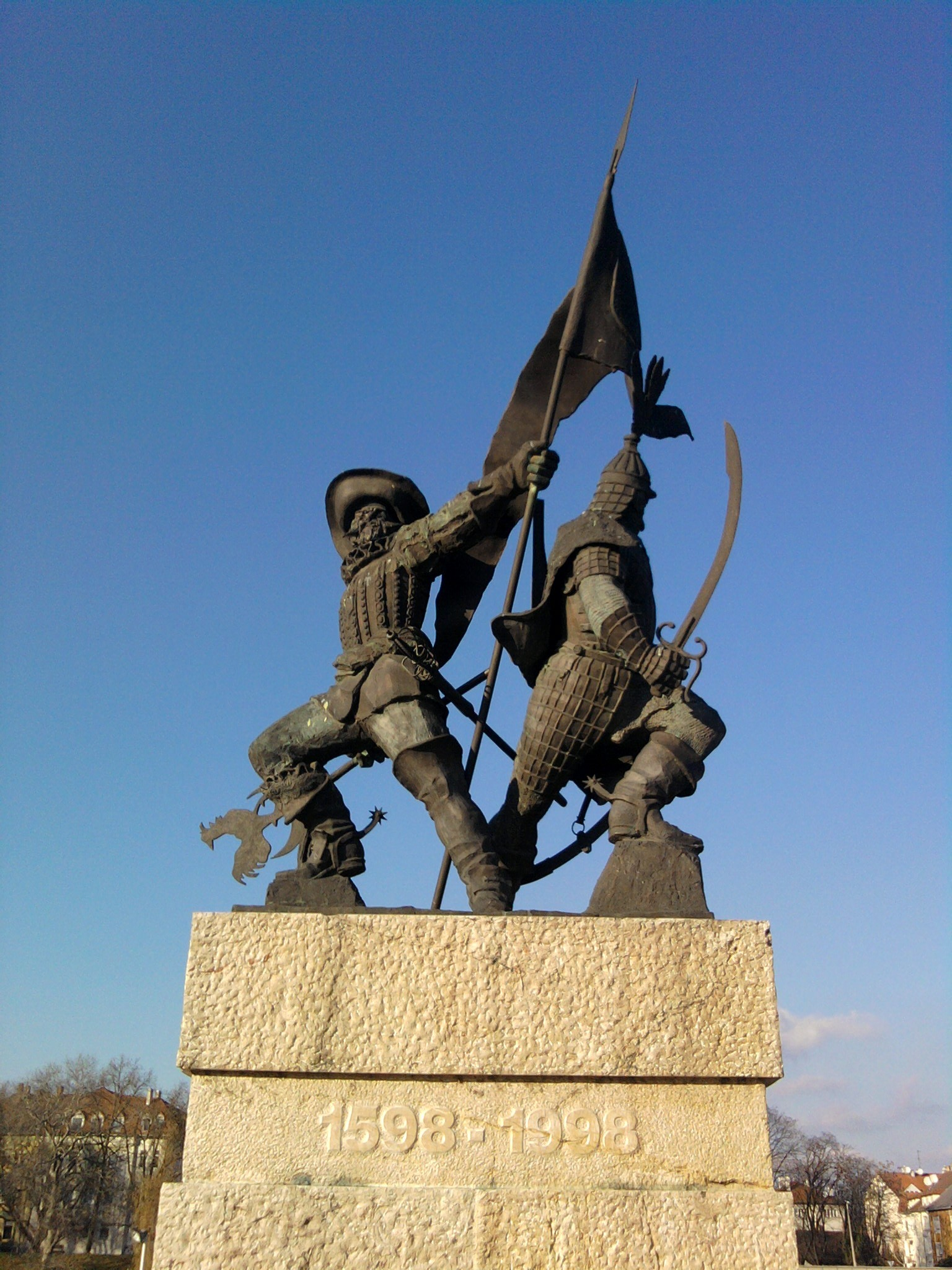
A győri Pálffy-Schwarzenberg emlékmű

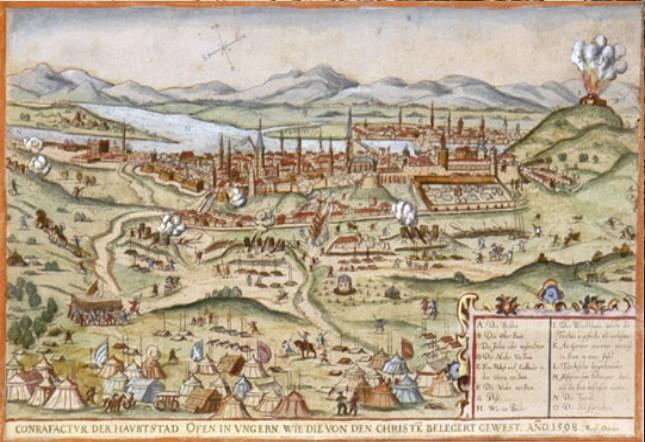
Budavár ostroma, 1598

Győr volt az előrenyomuló török számára - Bécsen át - nyugateurópai út kapuja. Seregük feltartóztathatatlanul nyomult előre és Győrt is megszerezte. Visszavétele fényes haditett volt, első ízben sikerült egy kulcsfontosságú várat visszavenni a töröktől. A győri diadal nem csak hazánkat, hanem egész Európát fellélegeztette. A fordulat továbbá morális erőt is adott a török kiűzéséhez. Rudolf magyar király köszönetét fejezte ki Pálffynak hősies magatartásáért. Az 1599. évi országgyűlés (XLVIII. t.-cz.) törvénybe iktatta érdemeit, Ő és Nádasdy megkapták az aranysarkantyús lovagi kitüntetést, melyet Mátyás koronaherceg Győrött adott át a két hadvezérnek.  Schwarzenberg Adolf a jó barát és vezértárs díszkardot adott tisztelete és elismerése jeléül Pálffynak. Alsó-Ausztria rendjei 830 arannyal egyenértékű, 44 cm magas díszserleget adományoztak a győri hősnek. Bécsben ünnepi hőskölteményeket nyomtattak Pálffy és a herceggé lett Schwarzenberg dicsőségére. A hőskölteményben „Magyarország megmentőjének” nevezték, s haditettét Nagy Sándor, Scipio és Hannibál katonai nagyságához mérték. A reális történelmi értékelés Pálffyt Magyarország Hunyadi János után a török elleni háború legsikeresebb magyar hadvezérének tekinti. A király 1599. július 24-én Pozsony vármegye örökös főispánságával és Pozsony várának örökös főkapitányságával jutalmazta és egyúttal grófi rangra emelte, mely előbbi két méltóság azóta elsőszülöttségi jogon öröklődik a családban. A győri hőstett híre külföldre is eljutott; Pálffyt, mint a keresztény hősiesség példaképét ünnepelték, és maga VIII. Kelemen pápa is, bulláiban fejezte ki iránta érzett elismerését.

### További csatái
A győri után Tata következett, majd Pálffy Miklós maga egy kis csapat hajdúval 150 török szállítóhajót fogott el a Dunán, mely alkalommal tömérdek zsákmány került a kezébe.  Gesztest, Veszprémet, Palotát, Tihanyt és Cseszneket. Október 4-én már Budát ostromolták, ám a rossz időjárás miatt november elején vissza kellett vonulniuk, de Szécsénynél még Pálffy és Nádasdy magyar huszárjai szétverték Ibrahim pasa tatár alakulatait.

### Élete utolsó éve, emlékezete

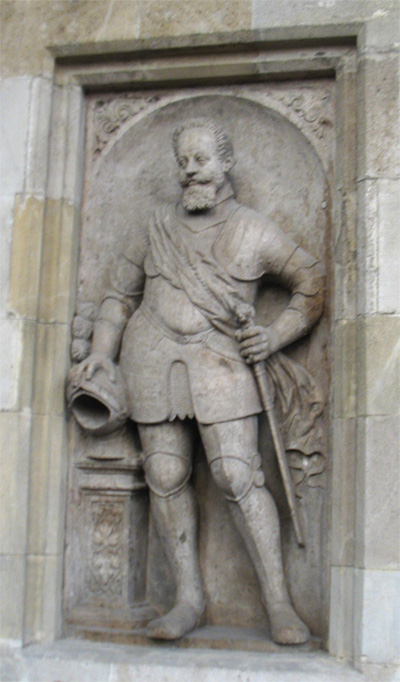
Pálffy Miklós sírboltja a pozsonyi Szent Márton-dóm falában

1600. év április havában Mátyás főherceg, egy küszöbön álló erdélyi hadjárat terveinek megbeszélése végett, Bécsbe hívta, hirtelen megbetegedett, s onnan visszatérve, egy heti rosszullét után, Vöröskő várában 1600. évi április 23-án elhunyt. Halálának közelebbi körülményeit nem ismerjük. Holttestét Vöröskőről Pozsonyba vitték, s nagy gyászpompával helyezték örök nyugalomra a társas káptalan templomában (koronázó templom, Szent Márton-dóm), a Szent Márton oltár melletti új sírboltba.
Emlékezetét hirdeti a sírja fölé helyezett következő epitáfium:
„Pálffyus hic situs est satis est nam caetora novit Oraque Pannoniae Christiadumque solum…” („Itt nyugszik a Pálffyak és a magyarok közt is a legnagyobb keresztényi vitéz lelke”.)
A szentély fekete posztójára a Pálffy-címert és a hadvezér nagy haditetteit dicsőítő ünnepi hőskölteményt hímezték.
Hősiességének emlékét Győrött, a Dunakapu téren kettős bronz szobor (Veres Gyula Alpár, 1998) és az Arany János Általános Iskolában A Győzelem Kapuja című alkotás (Szórádi Zsigmond, 1998) őrzi még. 2008-tól a Tatai Patara török kori történelmi fesztivál szervezőinek jóvoltából a vár török kori átjárójának falán emléktábla olvasható az 1597-es ostromról, Pálffy és katonái diadaláról. 2021. július 16-tól Pálffy Miklós nevét viseli a Magyar Honvédség 12. Arrabona Légvédelmi Rakétaezred laktanyája Győrben.